# Alfred Gilbert
Alfred Carlton Gilbert (né le 15 février 1884 à Salem, Oregon, et mort le 24 janvier 1961 à Boston, Massachusetts) est un athlète et inventeur de jouets américain qui a remporté une médaille d'or aux Jeux olympiques d'été de 1908 disputés à Londres. Il a détenu le record du monde du saut à la perche avant que ceux-ci ne soient ratifiés par l'IAAF. C'est également grâce à lui que le butoir a été introduit au saut à la perche.

## Biographie
Alfred Carlton Gilbert nait à Salem, dans l'Oregon le 15 février 1884. Très bon en gymnastique et en athlétisme dès son enfance, il pratique le football américain et l'haltérophilie pendant qu'il étudie à Stockton à l'Université du Pacifique, en Californie. En 1902, il quitte son université et va étudier la médecine à l'Université Yale. Il pratique alors le saut à la perche.
En 1906, il bat le record du monde du saut à la perche, un tel record n'étant pas encore ratifié à l'époque, en franchissant 3,73 mères. Il saute alors avec une perche en bambou quand la majorité des perchistes sautent alors avec des perches en bois ; il a aussi l'idée de creuser un trou devant le sautoir, alors généralement en sable, pour assurer la stabilité de sa perche quand il saute. Cette dernière invention sera reprise et est toujours utilisée de nos jours sous la forme d'un butoir. En juin 1908, il franchit 3,855 m puis 3,86 m, établissant à nouveau un record du monde dont il est dépossédé quelques jours plus tard par Walter Dray. Toutefois, Dray ne participant pas aux Jeux olympiques d'été de 1908 se tenant à Londres à la mi-juillet, Gilbert est le favori de l'épreuve.
Pour les Jeux olympiques, A. C. Gilbert n'est pas autorisé par les officiels britanniques à se servir ni de sa perche en bambou ni à creuser de butoir. Dans ces conditions, il se qualifie en deuxième position derrière Edward Cook avec une barre à 3,65 m. Lors de la finale, il franchit 3,71 m tandis que Cook ne réussit qu'à passer 3,58 m, mais ils reçoivent tous deux la médaille d'or.
Après sa carrière sportive, il se lance dans la fabrication de jouets et crée la A. C. Gilbert Company qui commercialise des jouets à succès comme l'Erector Set (en), les petits trains American Flyer (en), ou des boîtes de chimie dont une des plus originales fut le Laboratoire d'énergie atomique Gilbert U-238.

## Vie privée
En 1908, il a épousé Mary Thompson, qu'il avait rencontrée à l'université du Pacifique. Ils ont trois enfants.

### Palmarès
| Date | Compétition           | Lieu    | Résultat | Performance |
| ---- | --------------------- | ------- | -------- | ----------- |
| 1908 | Jeux olympiques d'été | Londres | 1re      | 3,70 m      |

### Records
| Épreuve          | Performance | Lieu | Date |
| ---------------- | ----------- | ---- | ---- |
| Saut à la perche | 3,86 m      |      | 1908 |